# Utah, We Love Thee
La canción Utah We Love Thee fue escrita por el residente en Utah Evan Stephens en 1895. Fue tocada en celebraciones realizadas en 1896 cuando Utah se convirtió en el estado número 45 de la Unión. Evan Stephens fue el director del Coro del Tabernáculo Mormón desde 1890 hasta 1916. La legislatura del Estado de Utah convirtió Utah We Love Thee en la canción oficial del Estado de Utah en 1937. En 2003, la legislatura de Utah votó el reemplazo de esta canción por otra nuevaUtah, This is the Place, y convirtió Utah, We Love Thee en el himno oficial del Estado.

## Música y letra

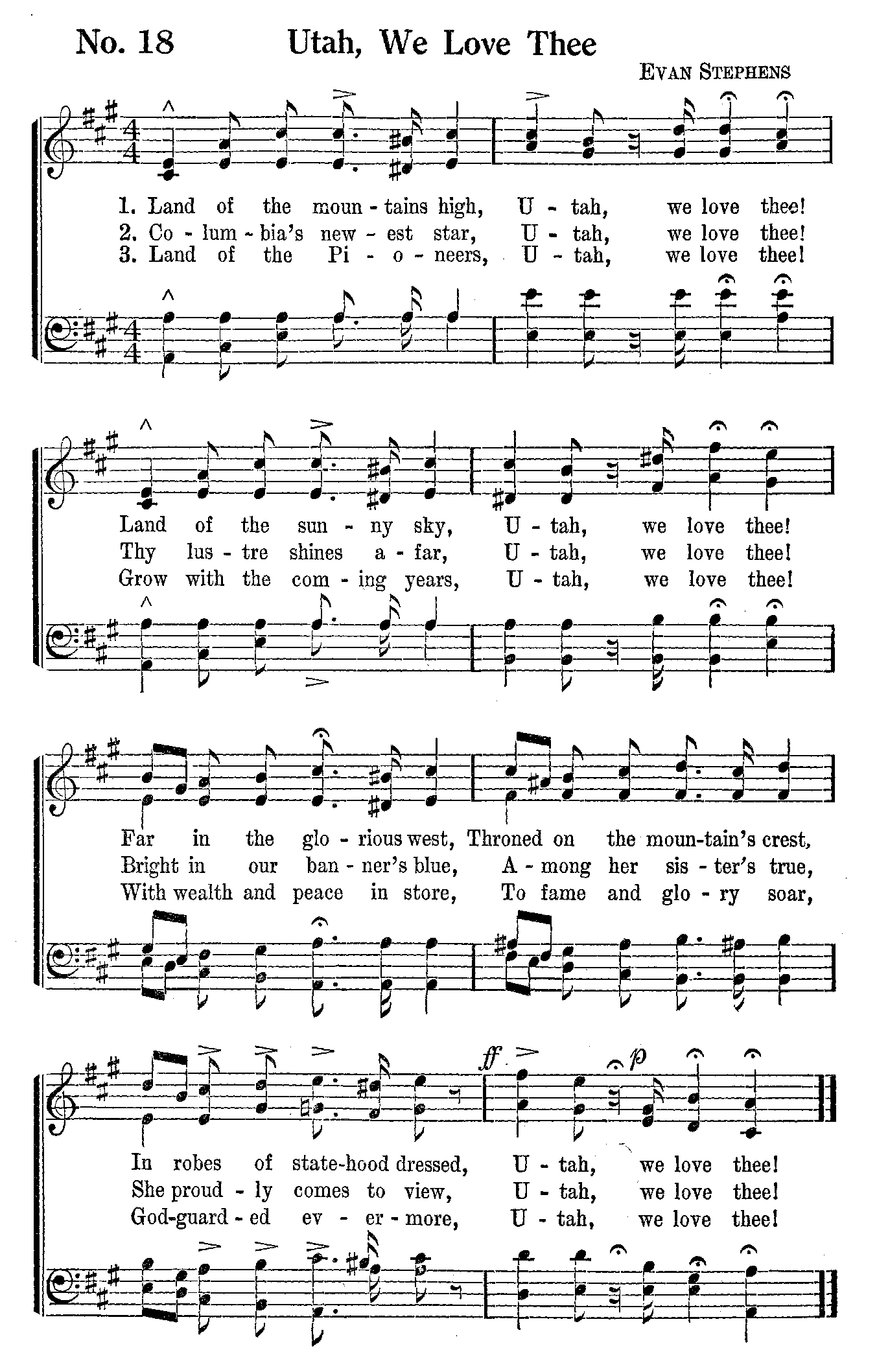
From Deseret Sunday School Songs.

- Datos: Q7902308